# قلعه محمود
قلعه محمود، روستایی از توابع بخش مرکزی شهرستان گرگان در استان گلستان ایران است‌

## جمعیت
ا